# Deliciosas criaturas perfumadas
Deliciosas criaturas perfumadas es el cuarto disco de estudio de la banda uruguaya de rock, los  Buitres Después de la Una.

## Historia
Fue grabado en el estudio Del Cielito Records ubicado en la calle Del Cielito, en Parque Leloir, Ituzaingó, provincia de Buenos Aires, Argentina, entre el 25 de junio y  3 de julio de 1995. Fue publicado simultáneamente en Uruguay y Argentina, lo que le permitió a la banda realizar sus primeras actuaciones en la capital argentina en 1996. 

En este disco confluyen el punk y rocanrol donde la melodía está presente sobre un fuerte sonido distorsionado.
El tema que abre el disco, Canción de Navidad, fue su tema más destacado.

Apoyando esta edición se producen dos videoclips ("Calaveratur" y "Del Cardal") que serían transmitidos inclusive por la cadena MTV por unos cuantos meses. 

De la amplia discografía de la banda, este álbum presenta la característica de contener la única composición "Parodi-Peluffo" de Los Buitres.

## Lista de canciones
Todas las canciones compuestas por Gustavo Parodi, Gabriel Peluffo, José Rambao y Marcelo Lasso, excepto las indicadas
| N.º | Título                                             | Duración |  |
| 1.  | «Canción de Navidad»                               | 3:52     |  |
| 2.  | «Mujeres que fuman»                                | 2:21     |  |
| 3.  | «En cualquier parte igual»                         | 2:42     |  |
| 4.  | «Vos nunca ves»                                    | 2:14     |  |
| 5.  | «Del Cardal (Eustaquio Sosa)»                      | 2:06     |  |
| 6.  | «Calaveratur»                                      | 2:22     |  |
| 7.  | «Sangre, babas y terror»                           | 1:25     |  |
| 8.  | «El cazador»                                       | 2:19     |  |
| 9.  | «Cuestión de tiempo»                               | 2:04     |  |
| 10. | «El deseo»                                         | 2:14     |  |
| 11. | «Matadero bit»                                     | 2:26     |  |
| 12. | «Mundo tin»                                        | 2:33     |  |
| 13. | «No me importa (Gustavo Parodi y Gabriel Peluffo)» | 1:57     |  |
| 14. | «Rambla sur»                                       | 3:21     |  |
| 15. | «Te busqué»                                        | 1:41     |  |
| 16. | «Qué amargura (Pernas, Catinic)»                   | 1:39     |  |

## Créditos
Músicos
- Gustavo Parodi: guitarra y voz
- Gabriel Peluffo: voz
- José Rambao: bajo y coros
- Marcelo Lasso: batería

Producción
- Gustavo Gauvry y BDDL1: Producción Artística
- Alfonso Carbone: Producción Ejecutiva
- Adrián Rivarola: Técnico de Grabación
- Pablo Rivas: Asistente
- Andrés Mayo: Masterización